# Кисак-Каин
Кисак-Каин (баш. Киҫәкҡайын) — село в Янаульском районе Республики Башкортостан Российской Федерации. Центр Кисак-Каинского сельсовета.

## География

### Географическое положение
Находится на левом берегу реки Бадряш-Баш, на противоположном берегу находится деревня Тартар. Расстояние до:
- районного центра (Янаул): 25 км,
- ближайшей ж/д станции (Янаул): 25 км.

## История
Деревня Кисак-Каин известна с 1774 года, когда его жители участвовали в восстании Пугачёва. В XVIII — XIX веках поселение башкир-уранцев называли Каин-Кисяком.
В 1795 году в деревне было 26 дворов и проживал 141 башкир-вотчинник; 211 человек и 30 дворов показала VII ревизия в 1816 году.
Следующая (VIII) ревизия 1834 года учла 283 человека в 40 дворах. 
В 1842 году жителями было засеяно 960 пудов озимого и 1184 пуда ярового хлеба, то есть на одного жителя приходилось по 7,6 пуда хлеба. Была мельница. 40 дворам принадлежало: 126 лошадей, 140 коров, 89 коз и 73 овцы. Жители также занимались лесным промыслом, пчеловодством (12 ульев) и бортничеством (10 бортей).
В 1859 году взято на учет 189 мужчин и 153 женщины.
В конце 1865 года — деревня Кисяк-Каинова 3-го стана Бирского уезда Уфимской губернии, 65 дворов и 363 жителя (198 мужчин и 165 женщин), башкиры. Имелись мечеть и водяная мельница; жители занимались сельским хозяйством и лесным промыслом.
В 1896 году в деревне Кисяк-Каин Байгузинской волости IV стана Бирского уезда — 80 дворов и 527 жителей (274 мужчины, 253 женщины), мечеть и хлебозапасный магазин. По описанию, данному в «Оценочно-статистических материалах», деревня была расположена в 120 верстах от уездного города Бирска и в 35 верстах от пристани Николо-Берёзовка, куда в основном сбывалась сельхозпродукция. Деревня находилась у восточного края земельного участка, пашня была частью по ровной низменной, частью по легковозвышенной местности с отлогим скатом к юго-востоку, к реке Бадряш, на расстоянии в среднем 1,5 версты от деревни. Почва — тёмно-бурый чернозём с примесью глины, подпочва — бурая вязкая глина. Севооборот — трёхполье. Пахали однолемешными сохами, было 15 веялок. 15 хозяйств практиковали удобрение. Скот башкирской породы пасся по пару (после уборки хлебов и сена — по полям и лугам, в августе — по лесу). Ежегодно вырубалось до 4 десятин кустарника, находящегося к северо-западу от деревни. Избы топили дровами и хворостом из леса, находящегося в Пермской губернии в общем пользовании 20 деревень Байгузинской волости. Сенокос — суходольный, на чернозёме с примесью глины. 20 человек уходили на заработки в Пермскую губернию на полевые работы, зарабатывая до 8 рублей за лето.
В 1906 году в деревне 91 двор и 552 человека (287 мужчин, 265 женщин), мечеть, бакалейная лавка и хлебозапасный магазин.
По данным подворной переписи, проведённой в уезде в 1912 году, деревня Кисяк-Каинова входила в состав Бадряшского сельского общества Байгузинской волости. В ней имелось 116 хозяйств башкир-вотчинников (из них 8 безземельных), где проживал 541 человек (299 мужчин, 242 женщины). Количество надельной земли составляло 1307 казённых десятин (из неё 104,71 десятины сдано в аренду), в том числе 930 десятин пашни и залежи, 256 десятин леса, 82 — сенокоса, 20 десятин усадебной земли и 19 — неудобной земли. Также 95,4 десятины было арендовано. Посевная площадь составляла 504,55 десятины, из неё 48,5 % занимала рожь, 29,3 % — овёс, 11,1 % — полба, 3,9 % — греча, 3,4 % — пшеница, 2,5 % — горох, остальные культуры (просо и картофель) занимали 1,2 % посевной площади. Из скота имелось 188 лошадей, 183 головы КРС, 604 овцы и 5 коз. 9 человек занимались промыслами. 1 хозяйство держало 14 ульев пчёл.
После революции в 1919—20 годах появилась школа.
В 1920 году по официальным данным в деревне той же волости 128 дворов и 610 жителей (323 мужчины, 287 женщин), по данным подворного подсчета — 636 башкир, 8 тептярей и 1 работник в 129 хозяйствах. К 1925 году осталось лишь 98 хозяйств.
В 1926 году деревня относилась к Янауловской волости Бирского кантона Башкирской АССР.
В 1927—28 году открылся первый клуб. В 1929 году создана комсомольская организация, организован колхоз им. Сталина (в 1944 году переименован в колхоз им. 25-летия Башкортостана), в котором в 1933 году появился первый трактор. В 1935 году построен магазин.
В 1939 году в деревне Кисяк-Каин Бадряшевского сельсовета Янаульского района — 583 жителя (279 мужчин, 304 женщины).
В 1958 году образовался укрупнённый колхоз «Ленин юлы».
В 1959 году здесь проживал 591 житель (276 мужчин, 315 женщин), в 1970-м в деревне Кисак-Каин, центре Кисак-Каинского сельсовета (с 1966 года) — 715 человек (323 мужчины, 392 женщины), включая казарму 1207 км.
В 1973 году вместо клуба здесь появился сельский дом культуры.
В 1979 году уже в селе Кисак-Каин — 538 жителей (245 мужчин, 293 женщины). В 1989 году здесь 429 жителей (192 мужчины, 237 женщин).
В 1989 году построен новый двухэтажный СДК, а в 1991 году вновь появилась мечеть. В середине 90-х застроена новая Тепличная улица для работников тогда же построенного тепличного комбината «Нефтекамский». В 1999 году колхоз «Ленин юлы» был реорганизован в СПК.
В 2002 году — 552 человека (250 мужчин, 302 женщины), башкиры (80 %).
В 2010 году — 519 человек (235 мужчин, 284 женщины).

## Население
| 2002 | 2009 | 2010 |
| ---- | ---- | ---- |
| 552  | ↗567 | ↘519 |

## Инфраструктура
Имеются основная школа, дом культуры с библиотекой, столовая, мечеть, 2 магазина, фельдшерско-акушерский пункт, АЗС и 2 кладбища (одно из них — закрытое).
Действуют ООО «Юлдаш» (включая молочно-товарную ферму, машинно-тракторую мастерскую и тепличное хозяйство, 3 га), тепличный комбинат «Нефтекамский» (7 га), пилорама.

## Религия
В селе есть мечеть Изге-Аманат.

## Известные люди
Родина татарской поэтессы Назибы Сафиной (род. 1949).